# Икигаи
Икигаи (яп. 生き甲斐 икигаи, «смысл жизни») — японское понятие, означающее ощущение собственного предназначения в жизни; икигаи может представлять собой хобби, профессию или семью. Икигаи — философия, помогающая находить удовлетворение, радость и осознанность во всех делах каждый день и способствующая долголетию. Благодаря икигаи человек учится приводить в порядок мысли, замечать красоту окружающего мира и радоваться мелочам, обретает гармонию и душевный покой.
Понятие «смысла жизни» появилось в европейской экзистенциальной психологии только в XIX веке (у Кьеркегора), а «икигаи» присутствует в японском языке как минимум с XIV века. Исследователи связывают «икигаи» с понятием «здоровой страсти» в позитивной психологии. Изучение факторов, влияющих на наличие икигаи на двух группах людей старше 65 лет, живущих в сельской местности Ниигаты и пригороде в Сайтаме, показало, что процент имеющих икигаи примерно одинаков среди селян и горожан, однако если в Ниигате икигаи связан с наличием семьи, то в Сайтаме обнаружен высокий уровень корреляции у наличия икигаи с принадлежностью к некоторым поколениям, а также (у мужчин) — с опытом госпитализации. Другое японское исследование, посвящённое гендерным отличиям в факторах, ассоциированных с наличием икигаи, подтвердило их существование: у женщин значимыми факторами оказались брак и удовлетворённость историей своей жизни, а у мужчин — здоровье, размер доходов и жилья. Лица обоих полов статистически чаще имели икигаи, если работа позволяла им изменять свою жизнь к лучшему.
Вероятно влияние наличия икигаи на функционирование префронтальной коры головного мозга. Его присутствие статистически достоверно коррелирует с более низким уровнем стресса, а также с ощущением себя здоровым. В нескольких исследованиях было выяснено, что среди тех, у кого икигая нет, чаще случаются сердечно-сосудистые заболевания, однако корреляции с появлением злокачественных опухолей выявлено не было. Наличие икигаи ведёт к балансировке секреции таких нейромедиаторов, как дофамин, норадреналин, серотонин и β-эндорфин. Помимо этого, существуют исследования, демонстрирующие, что ощущение предназначения (цели) в жизни отрицательно коррелирует с необходимостью социальной желательности, одобрения окружающих и тревожности.
Основные элементы Икигаи: начинать с малого; освободить себя; гармония и устойчивость; радоваться мелочам; быть здесь и сейчас. К первому из пяти основных элементов Икигаи — «начинать с малого», не требуя оправдывать свои усилия какой-либо масштабной целью, относится понятие Кодавари.